# 拉里莎·图托娃
拉里莎·尼古拉耶芙娜·图托娃（羅馬化：Larisa Nikolayevna Tutova；1969年10月18日—）是俄罗斯政治人物，第七届和第八届国家杜马的代表。
1991年至2010年，图托娃在佩夏诺科普斯科耶中学教授历史和社会研究。2011年，她被任命为学校校长。2013年至2016年，她担任罗斯托夫州立法议会代表。2016年，她当选罗斯托夫选区第七届国家杜马代表。2021年9月起担任第八届国家杜马代表。

## 制裁
图托娃于2022年因俄乌战争而受到英国政府制裁。